# 타키가와 아리사
타키가와 아리사(瀧川ありさ, たきがわ ありさ, 1991년 5월 8일 ~ )는 일본 도쿄도 출신의 가수이다.